# Daimler DR450
Der Daimler DR450 ist eine achtsitzige Repräsentationslimousine des britischen Automobilherstellers Daimler, die von 1961 bis 1968 in geringen Stückzahlen produziert wurde. Der mit mehreren Designpreisen ausgezeichnete DR450 ist das letzte Modell der Marke Daimler, das keine Jaguar-Technik verwendet. Mechanik und wesentliche Karosseriepartien entsprechen dem kürzeren Daimler Majestic Major.

## Entstehungsgeschichte
Die 1896 gegründete Daimler Motor Company war in der ersten Hälfte des 20. Jahrhunderts einer der exklusivsten britischen Automobilhersteller. Das seit 1910 zur Birmingham Small Arms Company (BSA) gehörende Unternehmen lieferte regelmäßig Fahrzeuge für das britische Königshaus. Die Stellung des Unternehmens änderte sich nach dem Ende des Zweiten Weltkriegs, als der Konkurrent Vanden Plas nach und nach die Marktführung im Bereich der großen Limousinen übernahm. Daimler versuchte daraufhin, parallel zu den weiterhin produzierten Repräsentationsfahrzeugen mit den Modellen Consort und Conquest preisgünstigere Marktsegmente zu bedienen, blieb dabei aber erfolglos. Die 1958 vorgestellte Limousine Majestic sollte Daimlers Position in der Oberklasse stärken, konnte aber selbst in der leistungsstarken, im Herbst 1960 eingeführten Achtzylinderversion Majestic Major die in wirtschaftliche Schwierigkeiten geratene Marke nicht retten. 1960 verkaufte BSA die Daimler Motor Company an den seinerzeit noch selbständigen Sportwagenhersteller Jaguar. Im Jaguar-Daimler-Verbund nahm Daimler die Rolle der Spitzenmarke ein. Um weiter im Segment der Repräsentationsfahrzeuge vertreten zu sein, brachte Jaguar 1961 mit dem DR450 eine um mehr als einen halben Meter verlängerte Version des Majestic Major heraus, deren Entwicklung noch von dem alten Daimler-Management angestoßen worden war. Sie ersetzte die veraltete Limousine DK400. Neben dem Komplettfahrzeug bot Daimler auch fahrbereite DR450-Chassis an, die unabhängige Karosseriebauunternehmen vereinzelt als Grundlage für Leichenwagen nutzten. Der DR450 wurde bis 1968 produziert.
Der Daimler DR450 wurde mehrfach ausgezeichnet. In den 1960er-Jahren erhielt der DR450 auf der Londoner Earls Court Motor Show dreimal die Silbermedaille für Karosseriebau, zuletzt 1968 in seinem letzten Produktionsjahr.

## Modellbeschreibung

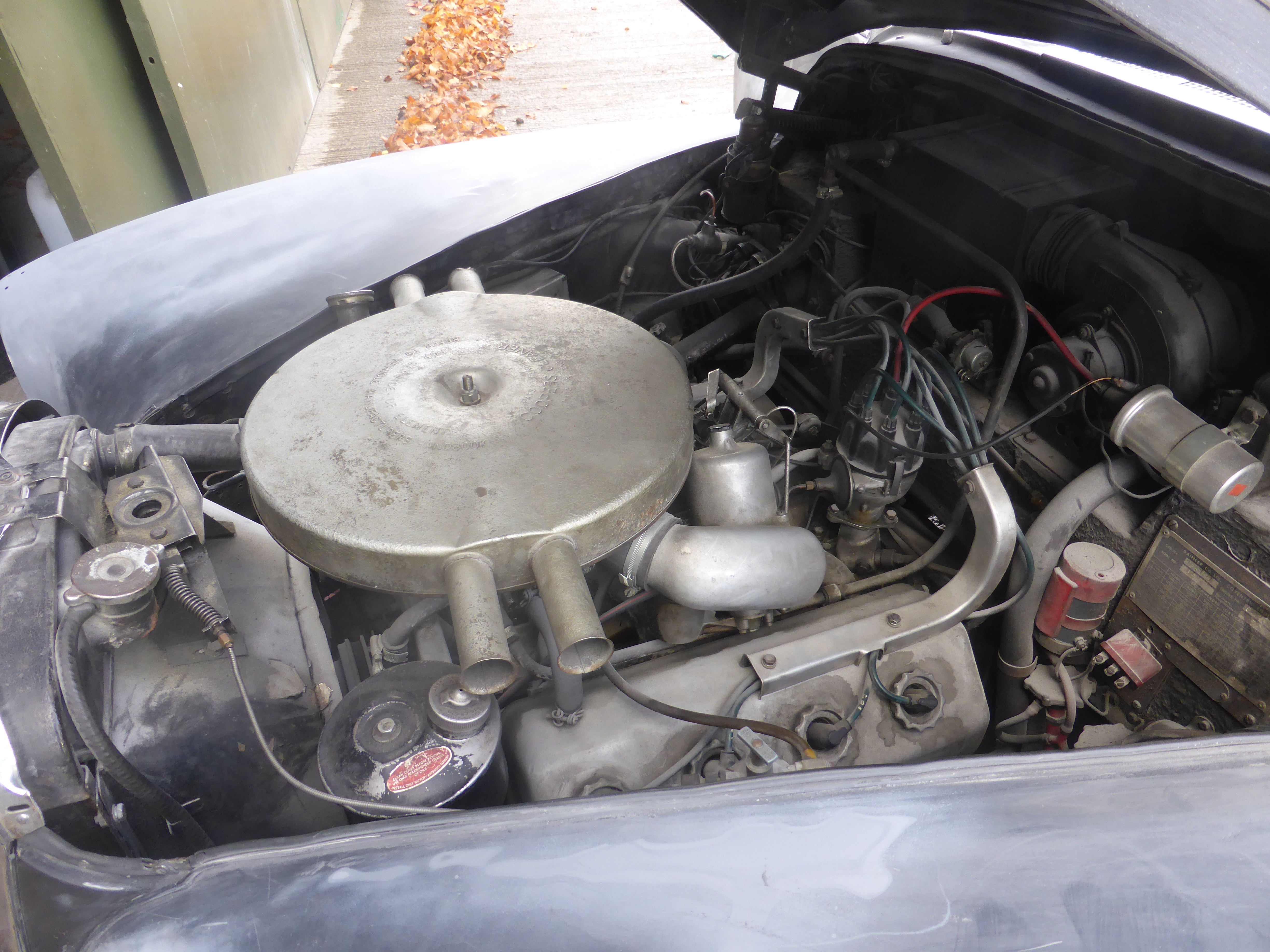
4,6-Liter-Achtzylinder-V-Motor von Daimler

Der DR450 ist in technischer und stilistischer Hinsicht eine verlängerte Version des Daimler Majestic Major. Von ihm übernimmt er die Antriebstechnik und wesentliche Teile der Karosserie.

### Chassis und Fahrwerk
Der Daimler DR450 hat einen Kastenrahmen, dessen Konstruktion im Grundsatz dem der Limousinen Majestic und Majestic Major entspricht; im DR450 ist er aber um 610 mm verlängert. Die Vorderräder sind einzeln aufgehängt, hinten ist eine Starrachse mit Blattfedern eingebaut. An allen vier Rädern gibt es servounterstützte Scheibenbremsen von Dunlop.

### Motor und Kraftübertragung
Der Daimler DR450 hat wie der kürzere Majestic Major einen von Edward Turner konstruierten Achtzylinder-V-Motor mit 4,6 Liter (4561 cm³) Hubraum. Daimler gab die Motorleistung der 4,6-Liter-Version mit 220 bhp (164 kW, 223 PS) an, was einige Presseberichte aber für untertrieben halten. Eine Dreigangautomatik von BorgWarner überträgt die Kraft auf die Hinterräder.

### Karosserie

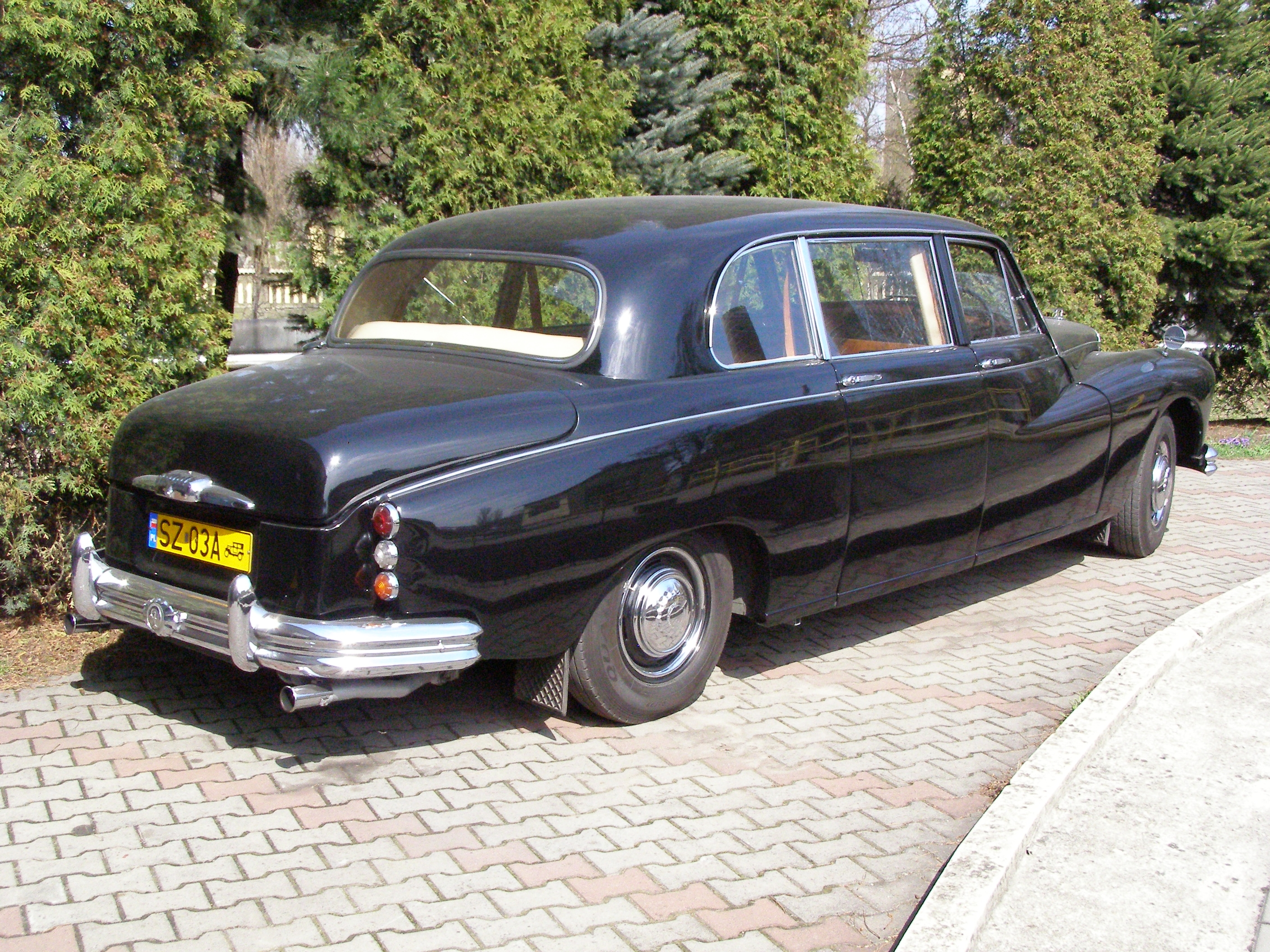
Daimler DR450: Lange Heckpartie wie beim Majestic Major

Die Gestaltung und Konstruktion der Karosserie lagerte Daimler zum Teil auf Spezialbetriebe aus. Im Frühjahr 1960 beauftragte Daimler sowohl Carbodies, seinen regulären Karosserielieferanten, als auch dessen Konkurrenten Motor Panels mit dem Entwurf und dem Bau von Prototypen. Beide Vorschläge übernahmen die Front- und Heckpartie des Daimler Majestic Major. Carbodies’ erster Entwurf sah außerdem die unveränderten Türen des Majestic Major vor. Zur Verlängerung der Karosserie wurde bei ihm ein Distanzblech zwischen der vorderen und der hinteren Tür eingefügt. Beim Motor-Panels-Entwurf hingegen waren die Distanzbleche zwischen den hinteren Türen und den Radkästen angebracht. Dafür wurden die hinteren Türen neu gestaltet; sie haben einen senkrechten Abschluss. Das Daimler-Management entschied sich für eine Serienproduktion des Motor-Panels-Entwurfs. Lediglich einige Details wie die Dachlinie wurden von Daimlers Hausdesigner Osmond Rivers noch überarbeitet.
Der DR 450 ist serienmäßig ein geschlossenes Fahrzeug. Einzelne Exemplare wurden allerdings auf Kundenwunsch als Landaulet mit herunterklappbarem Stoffverdeck über den Rücksitzen ausgeliefert. Eines der Landaulets ging an den König von Thailand.
Der DR 450 wurde ab Werk mit einer elektrisch betätigten gläsernen Trennwand zwischen dem Fahrer- und dem Fahrgastabteil ausgeliefert. Wie das Basisfahrzeug hat er hinten eine dreisitzige Sitzbank, die nach Wahl des Kunden entweder mit Stoff oder mit Leder bezogen ist. Zusätzlich gibt es zwei Klappsitze. Unter Einbeziehung der vorderen Sitzbank mit drei Plätzen kann der DR450 damit insgesamt acht Personen befördern.

### Fahrleistungen
Der DR450 ist ebenso wie der Major Majestic, auf dem er basiert, für seine Zeit ein sehr schnelles Auto. Ungeachtet seines hohen Gewichts erreicht er eine Höchstgeschwindigkeit von 177 km/h (110 mph).

## Produktion
Die Karosserien des Daimler Majestic Major entstanden serienmäßig bei Carbodies. Die Verlängerung der Karosserie und des Rahmens übernahm der ebenfalls in Coventry ansässige Automobilzulieferer Park Sheet Metal. Der Umbau erfolgte in Handarbeit.
Der DR450 wurde im September 1961 öffentlich vorgestellt. Bis 1968 entstanden 864 Exemplare.

## Marktpositionierung und Konzernpolitik

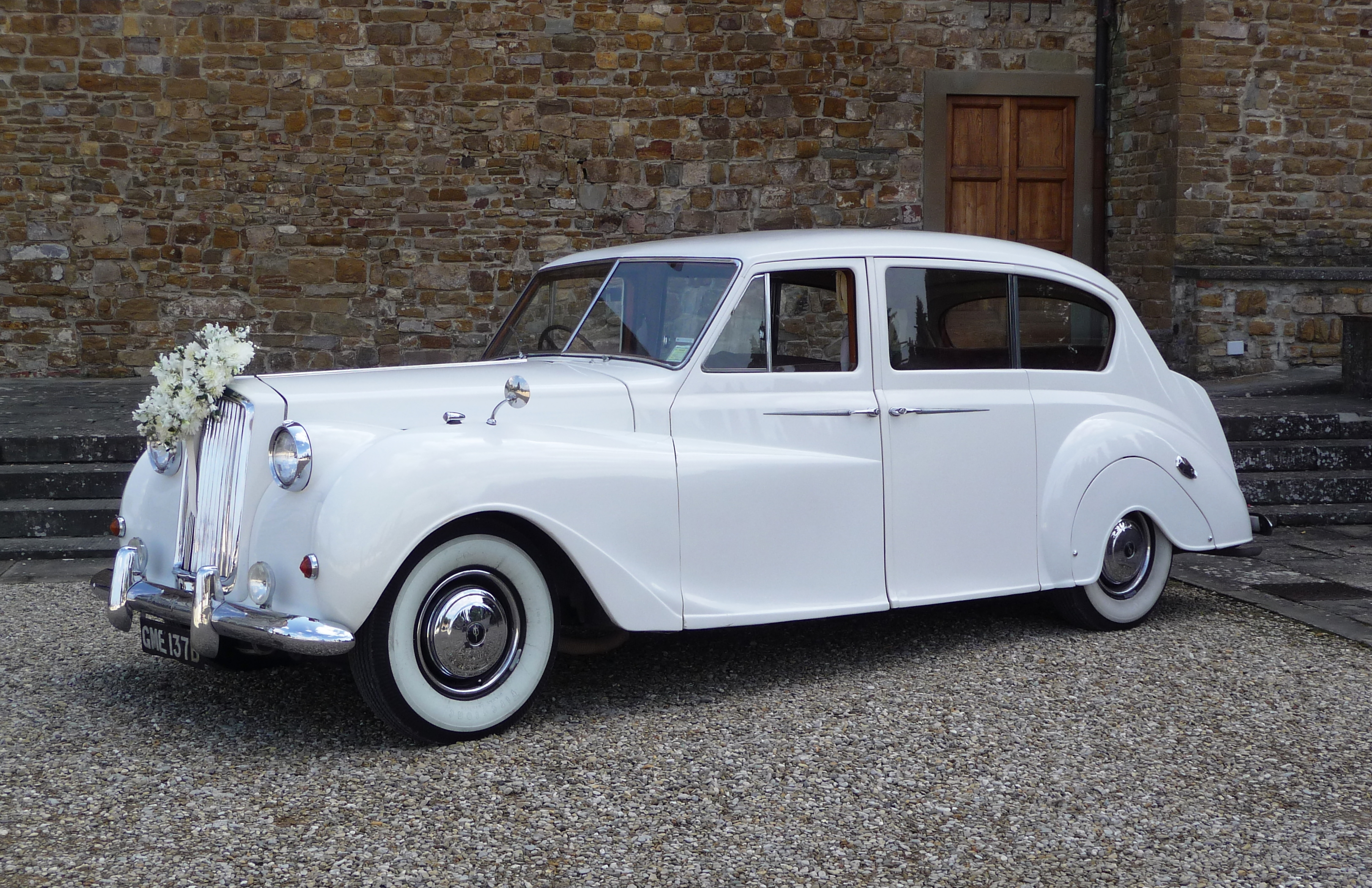
Erst Konkurrent, dann Schwestermodell im BMC-Konzern: Vanden Plas Princess 4 Litre Limousine

Der Daimler DR450 wurde fast ausschließlich in Großbritannien und in den übrigen Commonwealth-Staaten verkauft. Neben der Funktion als Repräsentationsfahrzeug kam er vor allem im Mietwagengeschäft zum Einsatz und wurde vielfach als Transportfahrzeug bei Familienfeiern wie Hochzeiten und Bestattungen genutzt.
In Großbritannien gab es in den 1960er-Jahren neben dem Daimler DR450 mit der Vanden Plas Princess 4 Litre Limousine und dem Rolls-Royce Phantom V noch zwei weitere serienmäßig hergestellte Langlimousinen, die technisch und stilistisch allerdings veraltet waren. Der Rolls-Royce war schon wegen seines hohen Preises von 10.700 £ kein unmittelbarer Konkurrent. Die Vanden Plas Princess 4 Litre Limousine hingegen, die von der British Motor Corporation (BMC) gebaut wurde, bediente den gleichen Markt wie der Daimler DR450. Beide Autos wurden für annähernd den gleichen Preis verkauft. Inklusive Steuern kostete der DR450 bei seiner Markteinführung 3.500 £, während die BMC für den Vanden Plas für 3.473 £ verlangte.
Der Daimler DR450 war für Jaguar in den 1960er-Jahren nicht kostendeckend. Er machte aber Sinn, weil Jaguar als unabhängiger Hersteller auf diese Weise seinen Anspruch als Oberklassehersteller dokumentieren konnte. Das Nebeneinander des Daimler DR450 und der Vanden-Plas-Limousine änderte sich erst, als Daimlers Mutterkonzern Jaguar seine Unabhängigkeit verlor. Nachdem Jaguar und Daimler zu Beginn des Jahres 1967 in den BMC-Konzern integriert worden waren, hatte BMC zwei völlig unterschiedliche Limousinen im Programm, die im gleichen Marktsegment positioniert waren. Im Sommer 1968 beendete BMC daraufhin die Produktion sowohl des Daimler DR450 als auch die der Vanden-Plas-Linousine. BMC ersetzte beide durch den neu entwickelten Daimler DS420, der ungeachtet seines Markennamens vollständig auf (älterer) Jaguar-Technik beruhte.

## Bestattungsfahrzeuge

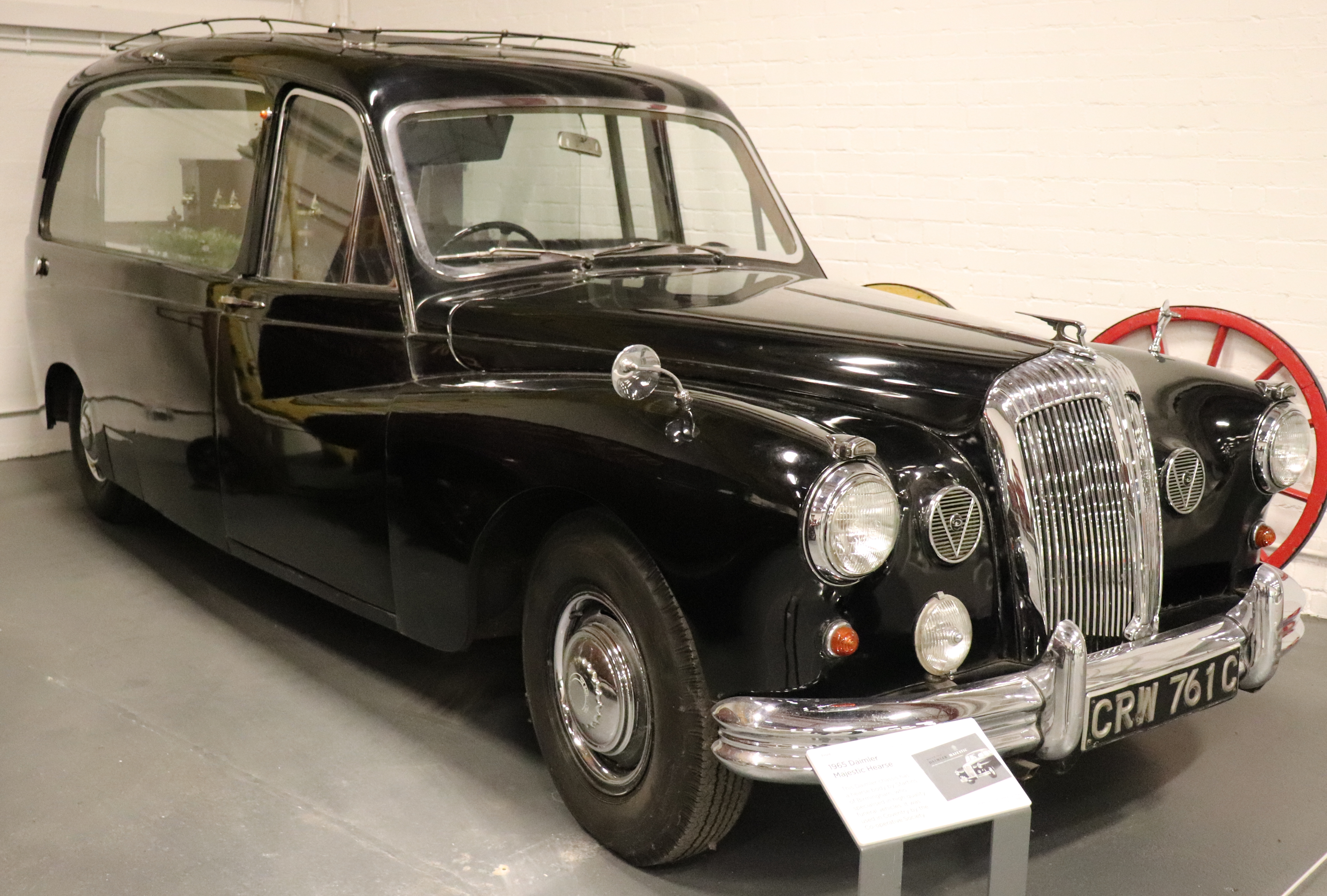
DR450-Bestattungsfahrzeug von Startin

Neben dem Komplettfahrzeug bot Daimler fahrbereite DR450-Chassis an, zu denen nur einzelne Karosserieteile mitgeliefert wurden. Der Preis für ein Chassis lag bei Markteinführung des DR450 im Jahr 1961 bei 1.899 £. Diese Chassis dienten mehreren unabhängigen Karosserieherstellern als Grundlage für Bestattungsfahrzeuge, wobei das Basisfahrzeug aus Marketinggründen vielfach als Daimler Majestic Major bezeichnet wurde. Umbauten kamen unter anderem von Bristol Coach Builders in Bristol und Startin in Birmingham.